# 聖拉蒙區

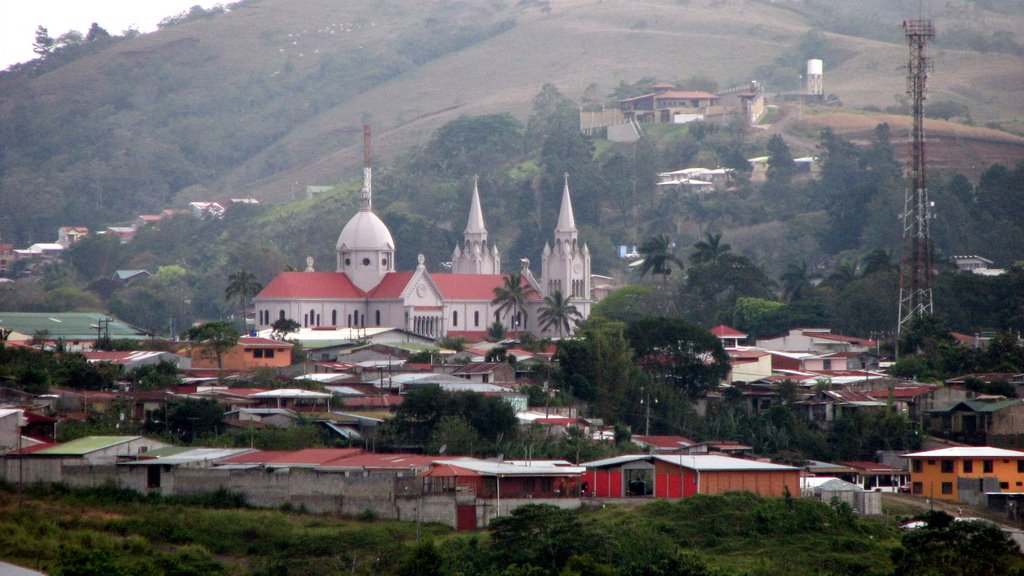

聖拉蒙區（西班牙語：San Ramón），是哥斯達黎加的一個區，位於該國西北部阿拉胡埃拉省，面積1.29平方公里，海拔高度1,057米，2010年人口8,717，人口密度每平方公里6,757.36人。